# Тітовська сільська рада (Шарлицький район)
Тіто́вська сільська рада (рос. Титовский сельский совет) — сільське поселення у складі Шарлицького району Оренбурзької області Росії.
Адміністративний центр — село Тітовка.

## Населення
Населення — 622 особи (2019; 747 в 2010, 1063 у 2002).

## Склад
До складу сільської ради входять:
| Населений пункт | Населення, осіб (2002) | Населення, осіб (2010) |
| --------------- | ---------------------- | ---------------------- |
| Бараково, село  | 153                    | 83                     |
| Мустафино, село | 534                    | 433                    |
| Тітовка, село   | 376                    | 231                    |